# Culebrina

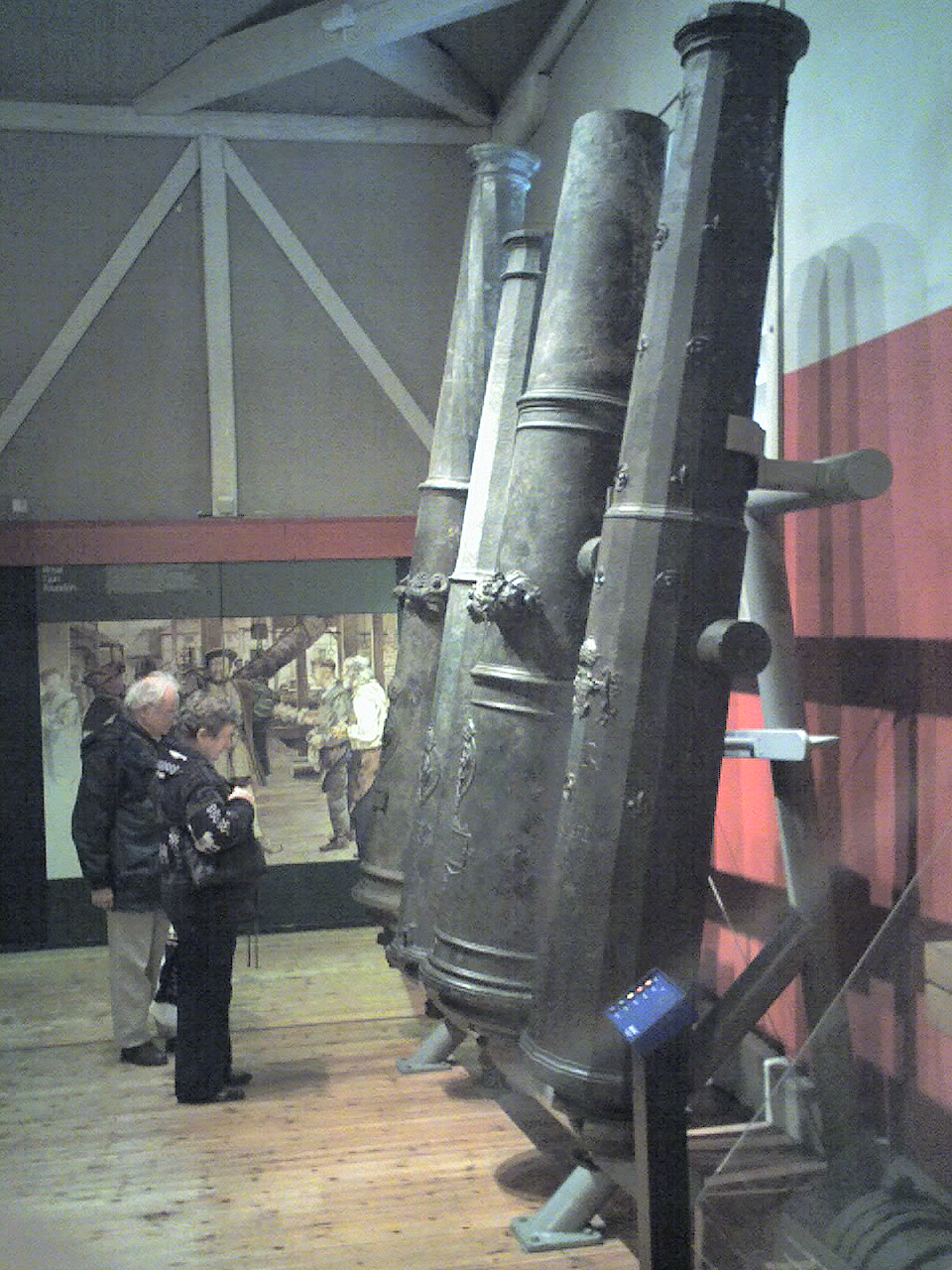
Doble culebrina.

La culebrina era una pieza de artillería propia de los siglos XVI y XVII, que se caracterizaba por tener un largo tubo que llegaba a medir hasta 35 veces su calibre. Se usaba tanto para tierra como para artillar navíos y se distinguían varios tipos.
La culebrina que va desde las 16 hasta las 24 libras (7,26 hasta 10,89 kg) también es un arma potente, sobre todo la de 24 libras, que siempre era de longitud legítima (más de 32 veces su calibre).

## Variedades
- Doble culebrina Siendo la mayor llegaba a disparar balas de 32 libras de peso. Este tipo de culebrina se usaba para destruir objetivos a larga distancia y derribaba sin ningún problema fortalezas y murallas; era un arma contundente y muy potente pero requería mucha pólvora para cargarla y además era muy pesada, llegando incluso a las 6 toneladas métricas.

- Media culebrina o «berso» cuyo calibre era de 9 a 12 libras (4 a 5,44 kg) y la más usada, debido a que se manejaba con más facilidad.